# Rancho Calaveras (Kalifornija)
Rancho Calaveras je naseljeno područje za statističke svrhe u američkoj saveznoj državi Kalifornija. Prema popisu stanovništva iz 2010. u njemu je živjelo 5.325 stanovnika.